# 都官司
都官司，刑部官署名称。
曹魏置都官郎曹，长官为都官郎（都官郎中），隶属尚书左仆射，掌管刑狱徒隶、弹劾治违法案件，遇到战事佐督军事。晋朝南朝沿置，晋朝隶属三公尚书，南朝隶属都官曹（都官尚书），都官曹分为都官、水部、库部、功论四个郎曹。北齐都官郎曹专管京畿的刑狱诉讼，都官曹分为都官、二千石、水部、膳部、比部五个郎曹。
隋朝改为都官司，为刑部四司第二司，设都官侍郎二人、都官员外郎一人。大业三年（607年），正副官员改为都官郎、都官承务郎。唐朝武德三年（620年）恢复都官郎中、都官员外郎的旧名。都官郎中正五品上，都官员外郎从六品上。管理官私奴婢名籍配役和有关事务。龙朔二年（662年）改为司仆司，正副官员改为司仆大夫、司仆员外郎。咸亨元年（670年），恢复都官司的旧名。五代十国沿置，北宋初年，设判都官事一员，以无职事朝官担任。都官郎中为五品寄禄官，都官员外郎为六品寄禄官。元丰改制设都官郎中从六品、都官员外郎正七品，管理全国徒流、配隶、吏役，主管在京百司无选限公人名籍、补换、更替，总州县应募役人数，登记各地编配、羁管人员名册。隆兴元年（1163年）都官司兼任比部司、司门司。
明朝洪武十三年（1380年）设都官部，设都官郎中正五品一人、都官员外郎从五品一人，洪武二十三年（1390年）刑部按十二布政使司分司，废除都官部。